# 立法院對行政院院長之不信任案
立法院對行政院院長之不信任案，簡稱「不信任案」（No-confidence Vote）、「倒閣案」，是由中華民國立法院依據1997年第四次修憲後的《中華民國憲法增修條文》第三條促使行政院院長去職之憲政措施。
因行政院院長為總統直接提名，不須經由立法院同意，故若立法委員不滿意行政院院長之作為，可依法提起不信任案促使行政院院長去職。
當立法院通過對行政院院長的不信任案後，行政院院長可依法向總統提出解散國會之請求，總統可經諮詢立法院院長後再決定是否行使解散國會權。

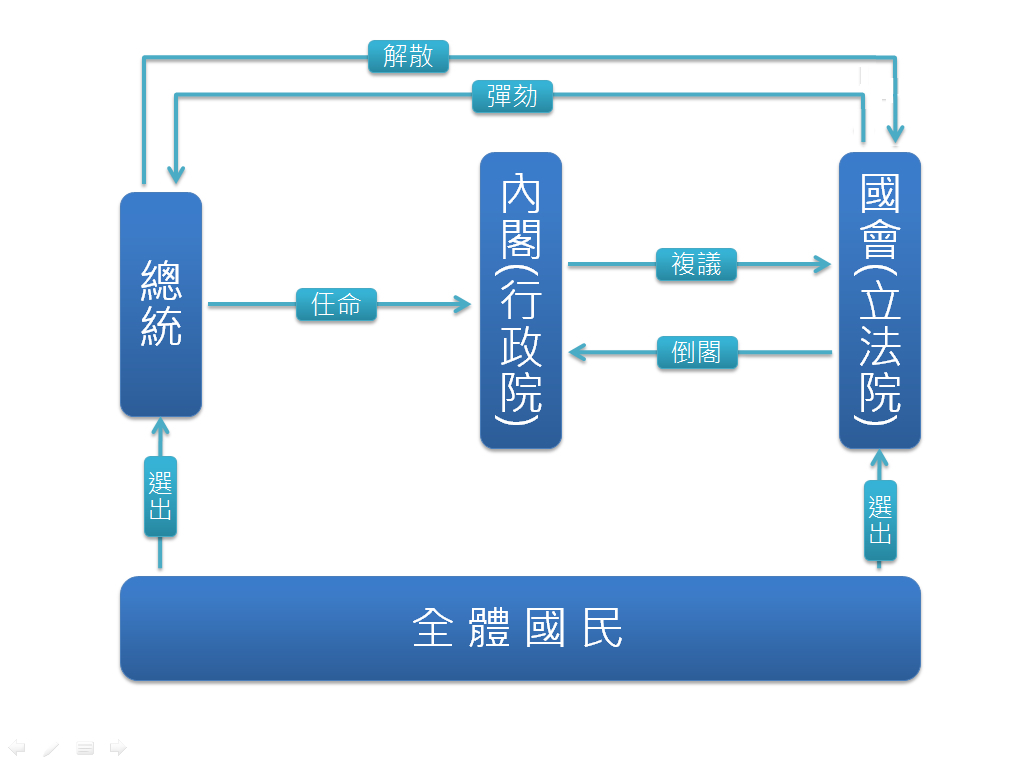
中華民國雙首長制下，民選國會、民選總統、閣揆間之互動制衡

## 法源
憲法增修條文第3條第2項第3款規定：
「立法院得經全體立法委員三分之一以上連署，對行政院院長提出不信任案。不信任案提出七十二小時後，應於四十八小時內以記名投票表決之。如經全體立法委員二分之一以上贊成，行政院院長應於十日內提出辭職，並得同時呈請總統解散立法院；不信任案如未獲通過，一年內不得對同一行政院院長再提不信任案。」

憲法增修條文第2條第5項規定：
「總統於立法院通過對行政院院長之不信任案後十日內，經諮詢立法院院長後，得宣告解散立法院。但總統於戒嚴或緊急命令生效期間，不得解散立法院。立法院解散後，應於六十日內舉行立法委員選舉，並於選舉結果確認後十日內自行集會，其任期重新起算。」

## 歷年提案
| 次數 | 提案日期       | 表決日期       | 時任行政院長             | 時任總統                 | 時任立法院長             | 提案政黨                  | 贊成 | 反對 | 總票數 | 表決結果 | 參考  |
| ---- | -------------- | -------------- | ------------------------ | ------------------------ | ------------------------ | ------------------------- | ---- | ---- | ------ | -------- | ----- |
| 1    | 1999年2月26日  | 1999年3月2日   | 蕭萬長 · （ 中國國民黨） | 李登輝 · （ 中國國民黨） | 王金平 · （ 中國國民黨） | 民主進步黨 · 新黨         | 83   | 142  | 225    | 不通過   | [ 1 ] |
| 2    | 2012年9月18日  | 2012年9月22日  | 陳冲 · （ 中國國民黨）   | 馬英九 · （ 中國國民黨） | 王金平 · （ 中國國民黨） | 民主進步黨 · 台灣團結聯盟 | 46   | 66   | 112    | 不通過   | [ 2 ] |
| 3    | 2013年10月11日 | 2013年10月15日 | 江宜樺 · （ 中國國民黨） | 馬英九 · （ 中國國民黨） | 王金平 · （ 中國國民黨） | 民主進步黨 · 台灣團結聯盟 | 45   | 67   | 112    | 不通過   | [ 3 ] |

## 爭議

### 黨意凌駕民意之爭論
2013年的倒閣案表決時，有民調顯示江宜樺內閣的施政滿意度僅15.8%，但倒閣案以45：67被否決。但以民意調查為依據，應考慮其代表性是否足夠，立法委員本身是就是全面的直接民意代表，即使是不分區立法委員亦是由政黨票選出的，民意的代表性應大於民意調查。對於此一落差，公民監督國會聯盟呼籲各政黨應修改相關規定，保障其政黨立法委員能夠獨立行使職權，而非以「黨紀處分」強力介入立法委員的權力行使，淪為政黨的「投票部隊」。此外並應降低立法委員的罷免門檻，讓人民對任何背離民意、違反利益迴避或阻撓推動公益政策的立法委員能充分發揮罷免權。

### 立法委員忌憚重新選舉
倒閣案成功後，總統可以解散立法院，提前改選。惟立法委員可能為保住席位，由於忌憚龐大的選舉經費、激烈的選戰、及不確定的選舉結果，不敢輕易倒閣，加上提前改選若落敗，原有四年任期實際上會縮短。而總統任命行政院院長，不需立法院之同意，雖有監督機制不夠充分之疑慮，但避免國家陷入行政與立法紛爭，以及朝野惡鬥造成國家動盪。